# Швертзик, Курт
Курт Швертзик (нем. Kurt Schwertsik, род. 25 июня 1935 г. Вена) — современный австрийский композитор.

## Жизнь и творчество
К. Швертзик изучал композиторское мастерство в венском Университете музыки и исполнительского искусства, у Йозефа Маркса и Карла Шиске и игру на рожке — у Готфрида Фрейберга. В 1955 году он поступил в духовой оркестр земли Нижняя Австрия. Всерьёз заинтересовавшись современной музыкой, Швертзик продолжил своё обучение в Дармштадте, где изучал сериальную музыку. В 1958 году он, совместно с Фридрихом Чергой, создал ансамбль «die Reihe» с тем, чтобы познакомить венский культурный мир с современной музыкой. В 1960 году Швертзик приехал в Кёльн, где учился у Карлхайнца Штокхаузена, Маурисио Кагеля, Корнелиуса Кардью и Джона Кейджа. Затем получил стипендию для обучения в Риме и Лондоне (1960—1961). В 1962 года композитор начал свои эксперименты с музыкальной тональностью. В 1965 году он открыл, вместе с композитором и пианистом Отто Циканом «Салон-Концерт». В 1966 году Швертзик преподавал композицию в Калифорнийском университете в Риверсайде. С 1968 года он — горнист Венсного симфонического оркестра. С конца 1960-х годов Швертзик всё больше времени посвящал сочинению музыки, что имело результатом то значительное количество произведений, которые являются его творческим наследием. В 1979—1988 годах К. Швертзик руководил классом композиции в Венской консерватории. С 1989 года и вплоть до выхода в отставку в 2003 он — профессор музыкальной композиции в венском Университете музыки и исполнительского искусства.

## Награды
- 1980 Премия города Вена в области музыки
- 1992 Большая австрийская государственная премия в области музыки
- 1997 Австрийский почётный знак за заслуги в областях науки и культуры

## Сочинения (избранное)

### Инструментальные произведения
Композиции для оркестра
- Irdische Klänge
- Sinfonia-Sinfonietta
- Symphonie im Mob-Stil
- Epilog zu Rosamunde
- Herrn Marteins
- Draculas Haus- und Hofmusik
- … für Audifax und Abachum

Сольные концерты с оркестровым сопровождением
- Violinkonzert Nr. 1
- Violinkonzert Nr. 2
- Flötenkonzert
- Posaunenkonzert
- Gitarrenkonzert
- «Divertimento macchiato per tromba ed orchestra» (2007) (Trompetenkonzert)

### Сценические произведения
- Der lange Weg zur großen Mauer op. 24 (1974). Oper in 2 Akten. Либретто: Рихард Блетшахтер. UA 13 Mai 1975
- Walzerträume. Strauß & Strauß … als das Tanzen noch geholfen hat (1976). Ballett in 2 Akten. UA 16. Februar 1977 Köln (Oper)
- Das Märchen von Fanferlieschen Schönefüßchen op. 42 (1981/82). Oper in 10 Szenen. Либретто: Карин и Томас Кёрнер (по Клеменсу Брентано). UA 24. November 1983 Stuttgart (Staatsoper; Regie und Художник: Аксель Мантей; Дирижёр: Деннис Р.Дэвис)
- Der Ewige Frieden (Das Friedensbankett) op. 58 (1990). Operette. Либретто: Томас Кёрнер. UA 8. Januar 1995
- Ulrichslegende op. 63 (1992). Spiel in einem Akt. Либретто: Рихард Блетшахтер. UA 1992
- Café Museum oder Die Erleuchtung op. 67 (1993). Oper in 2 Bildern. Либретто: Вольфгаг Бауэр. UA 9. Oktober 1993
- Die Welt der Mongolen op. 72 (1996). Oper in 2 Akten. Либретто: Михаэль Колмайер. UA 9. Februar 1997 Linz (Landestheater)
- Katzelmacher (2000—2002). Oper in einem Akt. Либретто по пьесе Райнера В. Фасбиндера. UA 1. Juni 2003 Wuppertal (Opernhaus; Режиссура: Герд Лео Кук; Дирижёр: Мартин Браун)
- Schlaf der Gerechten (2004). Оперелла. Либретто: Кристина Торнквист. UA 31. Oktober 2004 Innsbruck (Tiroler Landestheater; заказчик: sirene Operntheater Wien)

### Вокальные произведения
- Starckdeutsche Lieder und Tänze для баритона и оркестра
- Die Furie des Verschwindens для смешанного хора
- zahlreiche Lieder

### Камерная музыка
- Liebesträume для 7 инструментов
- Eichendorff-Quintett
- Adieu Satie для банденеона и гитары
- Ganesha Walkabout для гитары
- Blechpartie im neuesten Geschmack для духового квинтета